# Cubismo

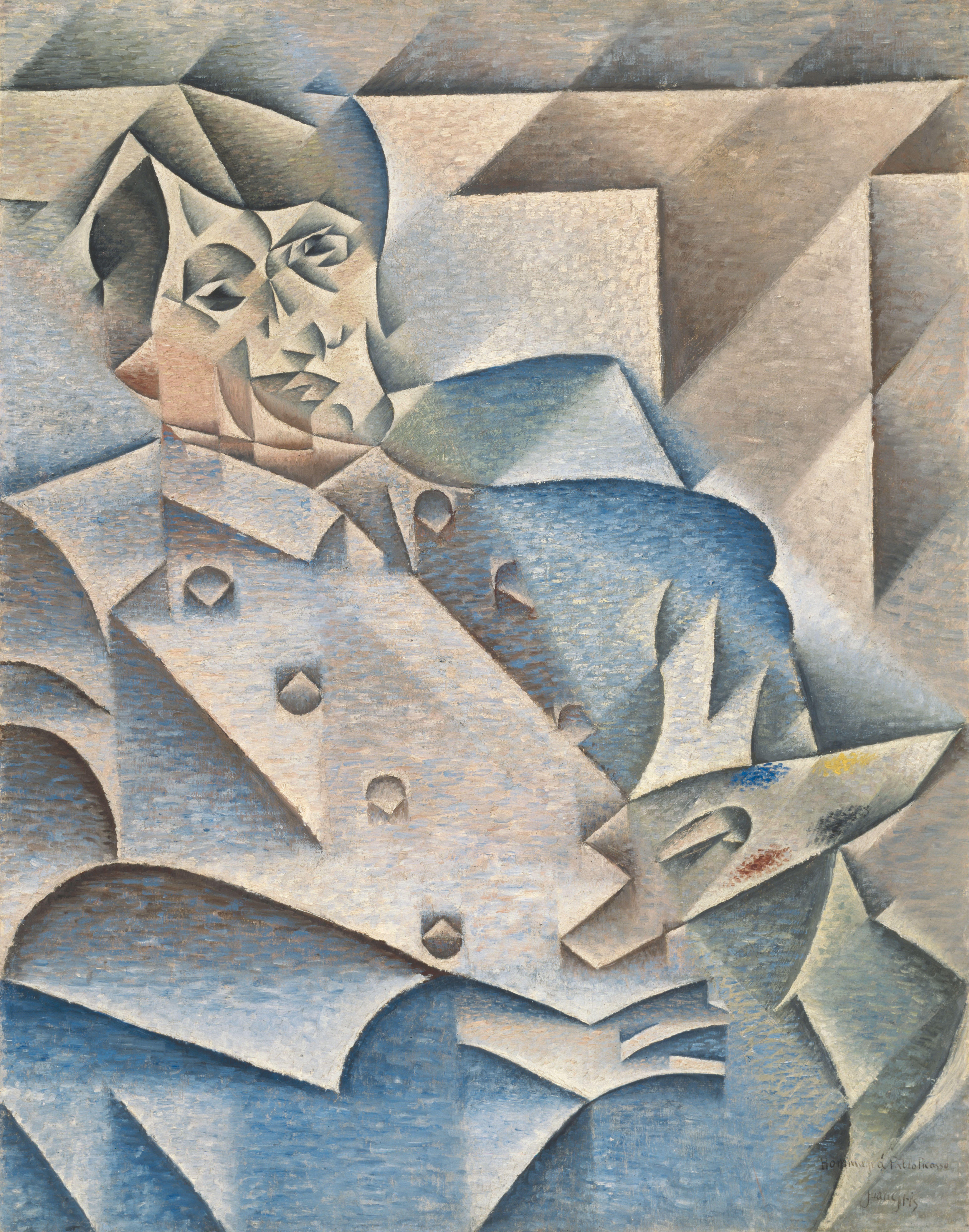
Pablo Picasso, iniciador del cubismo, retratado por Juan Gris, 1912, óleo sobre lienzo, 93,3 x 74,4 cm, Instituto de Arte de Chicago.

El cubismo fue un movimiento artístico desarrollado entre 1907 y 1917, creado por Pablo Picasso y Georges Braque, continuado en sus albores por Jean Metzinger, Albert Gleizes, Robert Delaunay, Juan Gris, María Blanchard y Guillaume Apollinaire. Es una tendencia esencial, pues da pie al resto de las vanguardias europeas del siglo XX. No se trata de un ismo más, sino que es considerado la ruptura definitiva con la pintura tradicional.
El término cubismo fue acuñado por el crítico francés Louis Vauxcelles, el mismo que había bautizado a los fauvistas motejándolos de fauves (fieras); en el caso de Braque y sus pinturas de L'Estaque, Vauxcelles dijo, despectivamente, que era una pintura compuesta por «pequeños cubos» y figuras geométricas. Se originó así el concepto de «cubismo». El cubismo literario es otra rama que se expresa con poesías cuya estructura forma figuras o imágenes que ejemplifican el tema, la rima es opcional y no tienen una métrica específica ni se organizan en versos.
El cubismo representa la realidad mediante el empleo dominante de elementos geométricos, resultados del análisis y la síntesis.

## Características
Cuando hacíamos cubismo, no teníamos ninguna intención de hacer cubismo, sino únicamente de expresar lo que teníamos dentro.
Pablo Picasso.

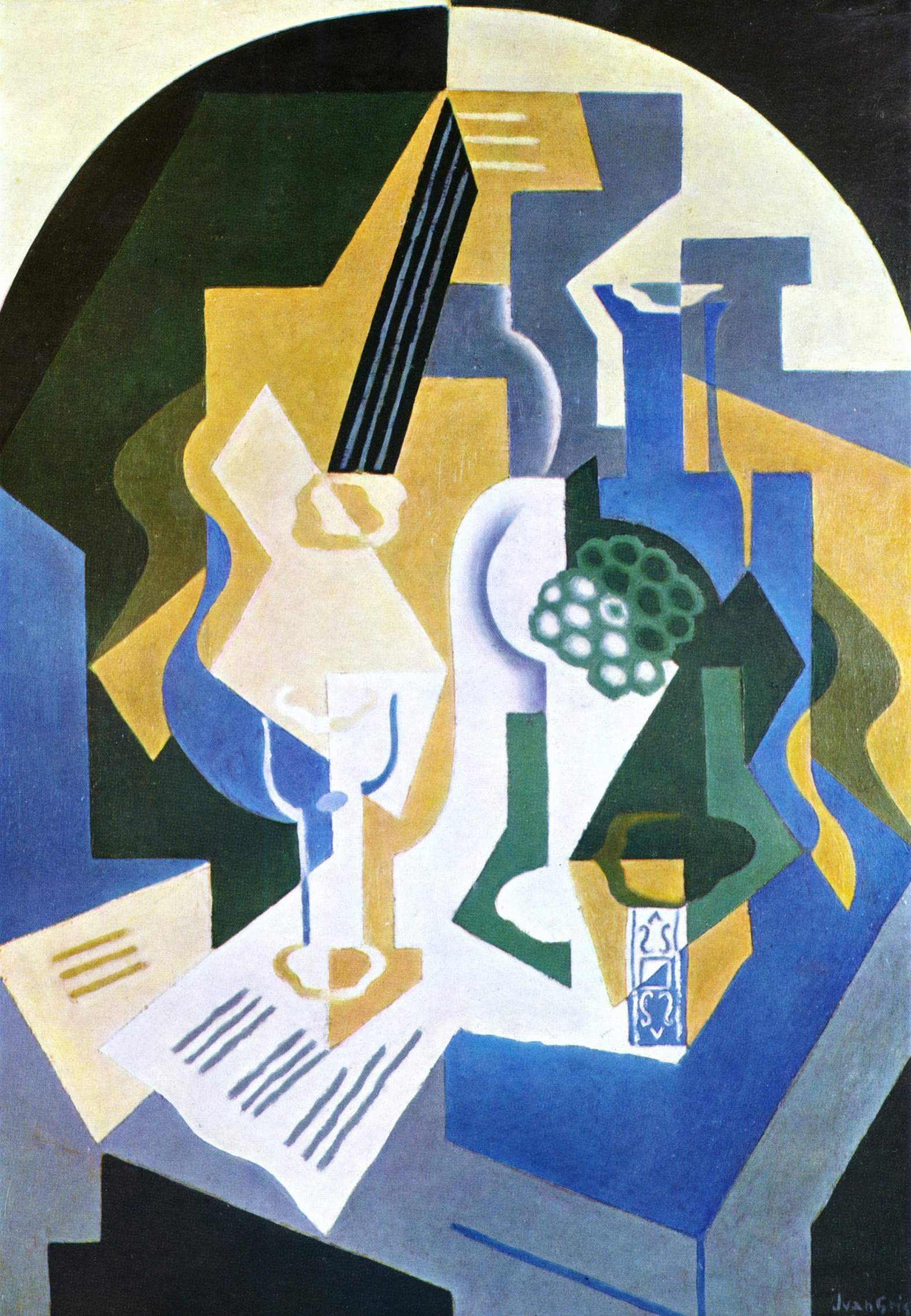
Juan Gris: Guitarra y mandolina, 1919, Galerie Beyeler, Basilea.

El cubismo es considerado la primera vanguardia, ya que rompe con el último estatuto renacentista vigente a principios del siglo XX, la perspectiva. En los cuadros cubistas, desaparece la perspectiva tradicional. Trata las formas de la naturaleza por medio de figuras geométricas, fragmentando líneas y superficies. Se adopta así la llamada «perspectiva múltiple»: se representan todas las partes de un objeto en un mismo plano. La representación del mundo en donde pasaba a no tener ningún compromiso con la apariencia de las cosas desde un punto de vista determinado, sino con lo que se sabe de ellas. Por eso aparecían al mismo tiempo y en el mismo plano vistas diversas del objeto: por ejemplo, se representa de frente y de perfil; en un rostro humano, la nariz está de perfil y el ojo de frente; una botella aparece en su corte vertical y su corte horizontal. Ya no existe un punto de vista único. No hay sensación de profundidad. Los detalles se suprimen, y a veces acaba representando el objeto por un solo aspecto, como ocurre con los violines, insinuados solo por la presencia de la cola del mismo.
A pesar de ser pintura de vanguardia los géneros que se pintan no son tan  nuevos, y entre ellos se encuentran sobre todo bodegones, paisajes y retratos.
Se eliminan los colores sugerentes que tan típicos eran del impresionismo o el fovismo. En lugar de ello, utiliza como tonos pictóricos apagados los grises, verdes y marrones. El monocromatismo predominó en la primera época del cubismo, posteriormente se abrió más la paleta.
Con todas estas innovaciones, el arte acepta su condición de arte, y permite que esta condición se vea en la obra, es decir, es parte intrínseca de la misma. El cuadro cobra autonomía como objeto con independencia de lo que representa, por ello se llega con el tiempo a pegar o clavar a la tela todo tipo de objetos hasta formar collages.
La obra resultante es de difícil comprensión al no tener un referente naturalista inmediato, y ello explica que fuera el primero de los movimientos artísticos que necesitó una exégesis por parte de la «crítica», llegando a considerarse el discurso escrito tan importante como la misma práctica artística. De ahí en adelante, todos los movimientos artísticos de vanguardia vinieron acompañados de textos críticos que los explicaban.

## Historia
El cubismo tuvo como centro neurálgico la ciudad de París, y como jefe y maestro del movimiento figura el español Pablo Picasso, que tuvo como seguidores al español Juan Gris y los franceses Georges Braque y Fernand Léger. La historiografía señala el cuadro Las señoritas de Aviñón (Demoiselles d'Avignon) de Pablo Picasso, pintado entre 1906 y 1907, como el inicio del movimiento. Como precursores del cubismo destaca la influencia de las esculturas africanas y las exposiciones retrospectivas de Georges Seurat (1905) y de Paul Cézanne (1907).
El cubismo surge en la primera década del siglo XX, constituyendo la primera de las vanguardias artísticas. Entre las circunstancias que contribuyeron a su surgimiento, se ha señalado tradicionalmente tanto la obra de Cézanne como el arte de otras culturas, particularmente la africana. En efecto, Cézanne pretendió representar la realidad reduciéndola a sus formas esenciales, intentando representar los volúmenes sobre la superficie plana del lienzo de una manera nueva, tendencia que fue seguida por los cubistas. Ya antes que él, los neoimpresionistas Seurat y Signac tendieron a estructurar geométricamente sus cuadros. Lo que Picasso y Braque tomaron de Cézanne fue la técnica para resolver ese problema de lograr una nueva figuración de las cosas, dando a los objetos solidez y densidad, apartándose de las tendencias impresionistas que habían acabado disolviendo las formas en su búsqueda exclusiva de los efectos de la luz.
Por otro lado, el imperialismo puso a Occidente en contacto con otras civilizaciones con un arte propio y distinto del europeo. A través de diversas exposiciones, Picasso conoció la escultura ibérica y la africana, que simplificaban las formas y, además, ponían en evidencia que la pintura tradicional obedecía a una pura convención a la hora de representar los objetos conforme a las ideas renacentistas de perspectiva lineal y aérea. Lo que parece actualmente excesivo a los historiadores de arte es atribuir una influencia directa de las máscaras africanas con la obra picassiana.
Todo ello no hubiera sido posible sin la aparición de la fotografía pues esta, al representar la realidad visual de manera más exacta que la pintura, liberó a este último arte de la obligación de representar las cosas tal como aparecen ante nuestros ojos y forzó a los artistas a buscarle un sentido diferente a la mera transcripción a las dos dimensiones de la apariencia externa de las cosas. La aparición del cubismo se ha relacionado, además, con otros tres hechos acontecidos en esas décadas que revelan que las cosas pueden ser diferentes a como aparentan ser: el psicoanálisis al evidenciar que pueden existir motivaciones más profundas para los actos y pensamientos humanos; el interés por la cuarta dimensión, fruto de la revolución acaecida en la geometría del siglo XIX; y la teoría de la relatividad, que revela que el mundo no es exactamente, en su estructura profunda, como lo presentaba la geometría euclidiana.

### Cubismo analítico o hermético (1909-1912)

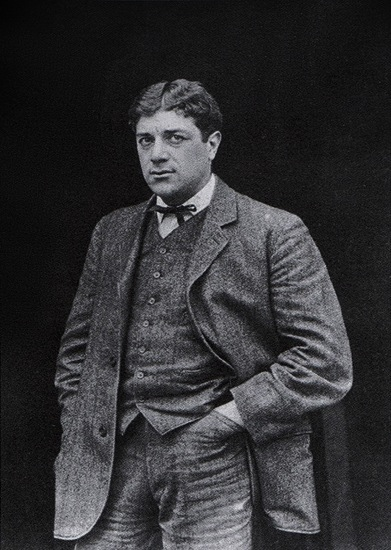
Georges Braque en 1908.

En 1909 Braque y Picasso estrechan su amistad y consiguen desarrollar la nueva tendencia. Juntos crearon las dos tendencias del cubismo. La primera es el cubismo analítico (1909-1912), en donde la pintura es casi monocroma en gris y ocre. Los colores en este momento no interesaban pues lo importante eran los diferentes puntos de vista y la geometrización, no el cromatismo. Fueron elaborando un «nuevo lenguaje» que analiza la realidad y la descompone en múltiples elementos geométricos. Los puntos de vista se multiplicaron, abandonando definitivamente la unidad del punto de vista de la perspectiva renacentista. Se introducen en la pintura los «pasos», definidos como ligeras interrupciones de la línea del contorno. Los volúmenes grandes se fragmentan en volúmenes más pequeños. Entre las obras de esta fase del cubismo se encuentra el Retrato de Kahnweiler (1910, Instituto de Arte de Chicago).
A este período también se le llama de cubismo hermético, pues por la cantidad de puntos de vista representados, algunas obras parecen casi abstractas. Al hermetismo se llega porque los planos acaban independizándose en relación con el volumen de manera que es difícil decodificar la figuración, reconstruir mentalmente el objeto que esos planos representan. El color no ayudaba, al ser prácticamente monocromos y muchas veces convencionales, no relacionados con el auténtico color del objeto. La imagen representada, en definitiva, era ilegible, casi imposible de ver, a no ser por algunos objetos como una pipa, o letras de periódico, que permiten distinguir lo que se está representando.
Es en esta fase cuando el cubismo se presenta en público. Pero no por obra de Picasso y Braque, que exponían privadamente en la galería Kahnweiler, sino por otros pintores que conocieron la obra de aquellos en sus talleres. Se presentaron al Salón de los Independientes de 1911. En su sala 41 aparecieron obras de Jean Metzinger, Albert Gleizes, Henri Le Fauconnier, Fernand Léger y Robert Delaunay. Provocaron el escándalo y rechazo de público y crítica. Ello llevó a que se construyera ya una obra doctrinal de primera hora explicando los hallazgos de la nueva tendencia. Así, el primer estudio teórico del cubismo lo hicieron en 1912 Gleizes y Metzinger: Du "Cubisme" («Sobre el cubismo»). Apollinaire, por su parte, escribió Les peintres cubistes («Los pintores cubistas. Meditaciones estéticas») en 1913. Hubo otras adhesiones, como la de la mecenas Gertrude Stein o los marchantes como Ambroise Vollard y Henry Kahnweiler. Otros poetas, además de Apollinaire, defendieron el nuevo estilo: Pierre Reverdy y Max Jacob.
Además del rechazo de los tradicionalistas de la pintura, hubo posteriormente críticos que venían de la propia vanguardia, centradas en dos problemas que planteaba el cubismo: su estatismo y su adhesión a lo figurativo. En efecto, sobre todo los futuristas objetaron al cubismo que en sus obras el movimiento estuviera ausente, siendo así que el mundo actual es esencialmente dinámico. Gino Severini, a quien se considera el más cubista dentro del futurismo, lo criticó en Del Cubismo al Clasicismo (1921), aunque con el tiempo (1960) reconoció que debía al cubismo gran parte de su técnica. Algunos cubistas fueron sensibles a esta crítica y crearon obras influidas por el futurismo, como hizo Marcel Duchamp con su primera versión de Desnudo bajando una escalera (1911, Museo de Arte de Filadelfia, col. Arensberg). Por otro lado, aunque en su época no resultaba fácil deslindar el cubismo de la abstracción, hoy resulta evidente que siguen sujetos a una representación figurativa de las cosas reales. Se seguían representando sillas, botellas o figuras humanas, aunque las descompusieran en planos y volúmenes geométricos. No se apartaban de representar la realidad, sino que querían representarla en el cuadro con un nuevo lenguaje.
El camino trazado por Picasso y Braque pronto fue seguido por los pintores Juan Gris (José Victoriano González) y Louis Marcoussis, el primero influido por Picasso, el segundo por Braque. Gris, tercer gran nombre del cubismo. Este madrileño malvivía en París dibujando para revistas y periódicos. A partir de 1911 se interesó por el problema de la luz sobre los objetos, creando cuadros con iluminación naturalista, en los que los rayos luminosos oblicuos y paralelos entre sí inciden sobre formas rígidas, como puede verse en su Retrato de Picasso de 1912. Él mismo dijo haber adoptado el cubismo «analítico», multiplicando los puntos de vista y usando colores vivos. Para el año 1912, Braque y Picasso ya habían realizado collages, y Gris comenzó a introducir en sus obras diversos materiales como la madera o la tapicería, bien imitándolos, bien pegándolos (El lavabo, 1912).
Braque, por su parte, influyó en el polaco Marcoussis (Ludwig Markus). Más ortodoxo y menos original que Gris, creó una obra con colores intensos y cercana a veces al futurismo. Comenzó en 1912 a trabajar el cubismo analítico, con obras como Naturaleza muerta con damero (1912), Museo Nacional de Arte Moderno, Centro Georges Pompidou).

### Cubismo sintético (1912-1914)
En El Portugués (1911) de Braque aparecen palabras y números, lo que abrió una nueva vía que llevó al segundo período del cubismo, el cubismo sintético (1912-1914). Braque, que había sido el primero en utilizar la caligrafía, y que más de una vez intentó imitar la madera o el mármol, fue quien inició esta última fase del cubismo al realizar papier collés, pegando directamente papeles decorados en la pintura. Picasso y Braque comenzaron a incorporar material gráfico como páginas de diario y papeles pintados, técnica que se conoce como collage. En 1912 Picasso realizó su primer collage, Naturaleza muerta con silla de paja (Museo Picasso, París), en el que añade al lienzo pasta de papel y hule. El color es más rico que en la fase anterior, como puede verse en los rojos y azules de Botella de Suze (1913, Saint Louis, Misuri, Universidad Washington). Estas obras sintéticas son más simples, más sencillas de entender en cuanto a que son más figurativas, se ve claramente lo que se pretende representar. Los objetos ya no se reducen a volúmenes y planos expuestos en diversas perspectivas hasta ser irreconocibles, sino que se reducen a sus atributos esenciales, a aquello que los caracteriza de manera inequívoca sin lo cual no serían lo que son. Por ello, aunque reducido a lo esencial, queda claro en todo momento lo que son. Para representar los objetos «tipo» de manera objetiva y permanente, y no a través de la subjetividad del pincel, se recurre a lo que parece un ensamblaje. Los cuadros están formados por diversos materiales cotidianos que se pegaban o clavaban a la tela, como tiras de papel de tapicerías, periódico, partituras, naipes, cajetillas de cigarros o cajas de fósforos. El cuadro se construye con elementos diversos, tanto tradicionales (la pintura al óleo) como nuevos (como el papel de periódico). Los cafés y la música inspiraron estos bodegones. Otras obras de Picasso pertenecientes a esta fase del cubismo sintético son El jugador de cartas (1913-14) o Naturaleza muerta verde (1914). Braque realiza en esta época El clarinete (1913), el Correo (1913), Aria de Bach (1913-14) o Violeta de Parma (1914).

### Cubismo 1914-1919

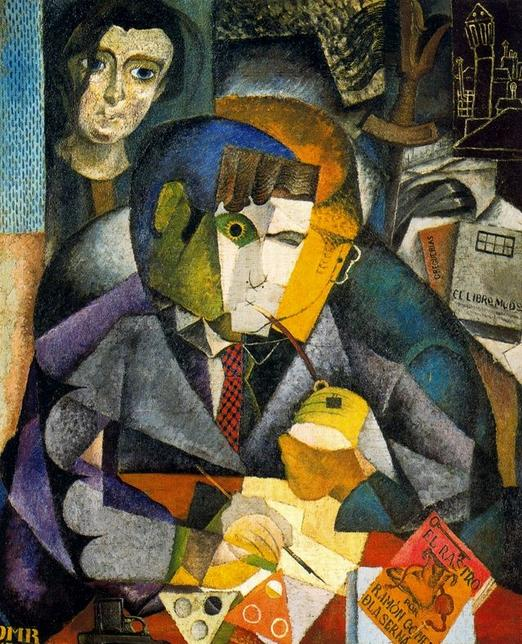
Diego Rivera, Retrato de Ramón Gómez de la Serna, 1915, 109.6 × 90.2 cm.

En este período Juan Gris realiza una pintura más libre y colorista. Emblemática es su Place Ravignan, naturaleza muerta ante una ventana abierta (1915), donde el exterior se representa a la manera tradicional, con perspectiva renacentista, mientras que el interior de formas deconstruidas y compuestas desde diversos puntos de vista con planos quebrados. Por su parte, Marcoussis llega a la cumbre de su tarea creadora con obras más poéticas y personales como Músico (1914, Galería Nacional de Washington, col. Chester Dale).
María Blanchard nunca llegó a la total descomposición de la forma pero dejó su manufactura en forma de ricos colores. Su famosa «Mujer con abanico» (1916, Museo Nacional Centro de Arte Reina Sofía), «Naturaleza muerta» (1917, Fundación telefónica) o «Mujer con guitarra» (1917, Museo Nacional Centro de Arte Reina Sofía) son ejemplos del intenso estudio que realiza sobre la anatomía de las cosas, como señaló Ramón Gómez de la Serna y del peso del color en su pintura. Tras esta etapa regresa a las técnicas figurativas donde queda impresa la influencia de las vanguardias.
La Primera Guerra Mundial puso fin a la fase más creadora del cubismo. Muchos de los pintores cubistas, al ser franceses, fueron llamados a la lucha (Braque, Léger, Metzinger, Gleizes, Villon y Lhote). En la posguerra, solo Juan Gris siguió trabajando el cubismo más o menos ortodoxo, aunque en un estilo más austero y simple, en el que los objetos quedaron reducidos a su esencia geométrica. Marcoussis creó una obra más poética. Braque siguió trabajando en la misma línea del cubismo sintético, con papel encolado. Nuevos pintores adoptaron un lenguaje cubista, como María Blanchard. Pero la mayoría de los pintores hasta entonces cubistas, empezando por el propio Picasso, fueron adoptando nuevas tendencias, como ocurre con Duchamp y Picabia, que crearon el dadaísmo o Mondrian que se adhirió a la abstracción. El cubismo, como movimiento pictórico, se puede dar por terminado hacia 1919.

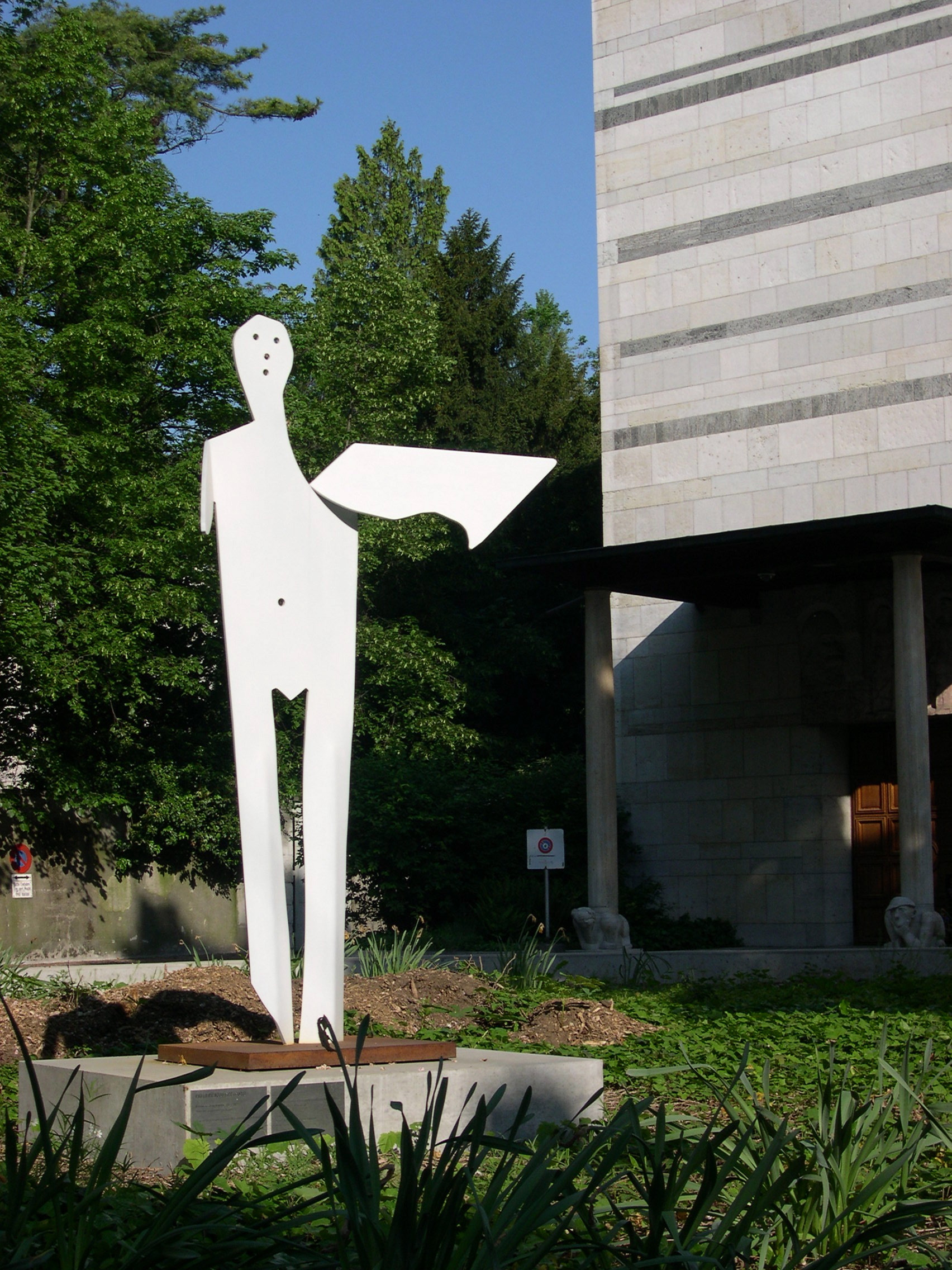
Escultura de Picasso Homme aux bras écartés (1961) erigida en la plaza Picasso de Basilea

### El cubismo en otras artes
Fue el francés Apollinaire quien lo adaptó en la literatura. Busca recomponer la realidad mezclando imágenes y conceptos al azar. Uno de sus aportes fue el caligrama.
El cubismo repercutió en la escultura, a través de técnicas similares al collage del cubismo sintético. La escultura empezó a construirse con materiales de desecho, elaborándose con piezas diversas y no procedentes de un solo bloque de piedra o mármol. Con ello se crea la llamada estética de «ausencia de masa», al surgir huecos y vacíos entre las superficies. Como los arquitectos, los escultores no dan forma a un volumen, sino que crean espacios. Es de especial interés la variante arquitectónica del cubismo que se dio en Checoslovaquia entre 1910 y 1925, el llamado «Cubismo checo».
El propio Pablo Picasso realizó esculturas cubistas. Escultores que crearon obras cubistas fueron Alexander Archipenko, Jacques Lipchitz y Henri Laurens, además de los españoles Pablo Gargallo y, sobre todo, Julio González, pionero en el uso del hierro gracias a la soldadura autógena, lo que abrió todo un mundo de posibilidades a la escultura del siglo XX.

#### Arquitectura
En arquitectura tuvo escasa representación y se dio sobre todo en Checoslovaquia. Su principal representante fue Josef Gočár, quien tras unos inicios influido por la obra de Josef Hoffmann, en 1911 se unió al Grupo de Artistas Plásticos (Skupina Výtvarných Umělců) y comenzó a trabajar en estilo cubista, como se denota en la casa de la Virgen Negra en Praga (1911-1912) y el establecimiento termal de Lázně Bohdaneč (1912-1913), donde combina formas clásicas y modernas con el cubismo piramidal. Tras la Primera Guerra Mundial y la independencia de Checoslovaquia inició con Pavel Janák la búsqueda de un estilo arquitectónico nacional checo, que se plasmó en el llamado «rondocubismo», que incorpora formas redondeadas y multicolores procedentes de la decoración vernácula bohemio-morava, como evidencia su Banco Legión en Praga (1921-1922). Otros representantes fueron: Pavel Janák (villa Jakubec en Jičín, 1911-1912; villa Drechsel en Pelhřimov, 1912-1913; crematorio de Pardubice, 1921-1923; palacio Adria en Praga, 1922-1925); Josef Chochol (villa Kovařovic en Praga, 1912-1913; edificios residenciales Bayer y Hodek en Praga, 1913-1914); Bedřich Feuerstein (monumento a Jan Žižka en Vítkov, 1913); y Jiří Kroha (cabaret Montmartre en Praga, 1918).

#### Teatro
Aunque ya desde el propio Guillaume Apollinaire se escriben obras adscritas temporalmente a este movimiento artístico, no encontramos una definición y experimentación escénica ni dramaturgia hasta principios del siglo XXI, época en la que el dramaturgo Rafael Negrete-Portillo re-describe este término, aplicándolo en especial a las artes escénicas y focalizándolo en el espectador (prosumidor).
Por su parte, Andor Weininger presentó una escenografía que expresaba los ideales de La Bauhaus, para la Mechanical Stage Revue en 1926. Se trata de un canto al mecanicismo del Futurismo desde el prisma de Gropius, un espacio de acción teatral de giros y desplazamientos verticales y horizontales. Weininger se formará con Kandinsky e investigará la vanguardia soviética no pudiéndosele asociar única o directamente al cubismos, sino a la vanguardia experimental.
Joan Miró preparó varios bocetos para la escenografía del ballet Romeo y Julieta en 1926, hechos estos a gouache y lápiz. Miró trabajó con Balanchine y Nijinska. En el primer acto se muestra el ideal espacial surrealista, el telón de boca parte de una obra de Miró en la cual los objetos poetizados y enigmáticos intercalan elementos complejos que, al tiempo, parecen pertenecer a la realidad; sin embargo, la mayor belleza se traduce en las relaciones de la historia de amor con los elementos cósmicos: la tierra y el cielo estrellado se unen en un plano, en un espacio abstracto de derivación cubista.

## Otros pintores del cubismo
Además de Pablo Picasso, fundador del cubismo y su inmediato seguidor Georges Braque, junto con Juan Gris y Marcoussis, sus más directos seguidores, el cubismo fue seguido por una multitud de artistas entre 1911 y 1914. Algunos de ellos se agruparon bajo la denominación de Section d'Or o Grupo de Puteaux: Albert Gleizes, Jean Metzinger, Juan Gris , Fernand Léger y André Lhote. De este colectivo surgió, en 1912 el orfismo, cuyos máximos representantes son Robert Delaunay y František Kupka, quienes acabaron renunciando a la representación figurativa y centrándose en el color se aproximaron a la abstracción geométrica, como anticipó ya su Villa de París, de Delaunay (1910). El tema acabó desapareciendo totalmente en obras como Formas circulares (1912-13). Se ha denominado a este estilo como cubismo abstracto o rayonismo. Kupka, próximo al cubismo, comenzó a estudiar, a partir de 1912, la forma en que el espacio podía representarse mediante planos de color (Planos verticales Amorpha, 1912) o líneas sinuosas. También Francis Picabia recreó los volúmenes de la realidad de manera bastante abstracta (Procesión en Sevilla, 1912) lo que le llevó, a partir de 1913, a la no-figuración.
Gleizes cultivó un cubismo cezaniano más figurativo que el resto y en el que aparecía la figura humana esquematizada; no obstante, también tuvo una fase analítica. Obras destacadas de Gleizes son: Árbol (1910, París, col. part.), Caza (1911, París, col. comandante Houot), Hombres en el balcón (1912, Museo de Arte de Filadelfia, col. Arensberg), Desgranado de la cosecha (1912, Museo Guggenheim de Nueva York), Bañistas (quizá su obra más conocida, de 1912, Museo de Arte Moderno de la Ciudad de París), Retrato de Figuière (1913, museo de Lyon) y Mujeres cosiendo (Otterlo, Museo Kröller-Múller).

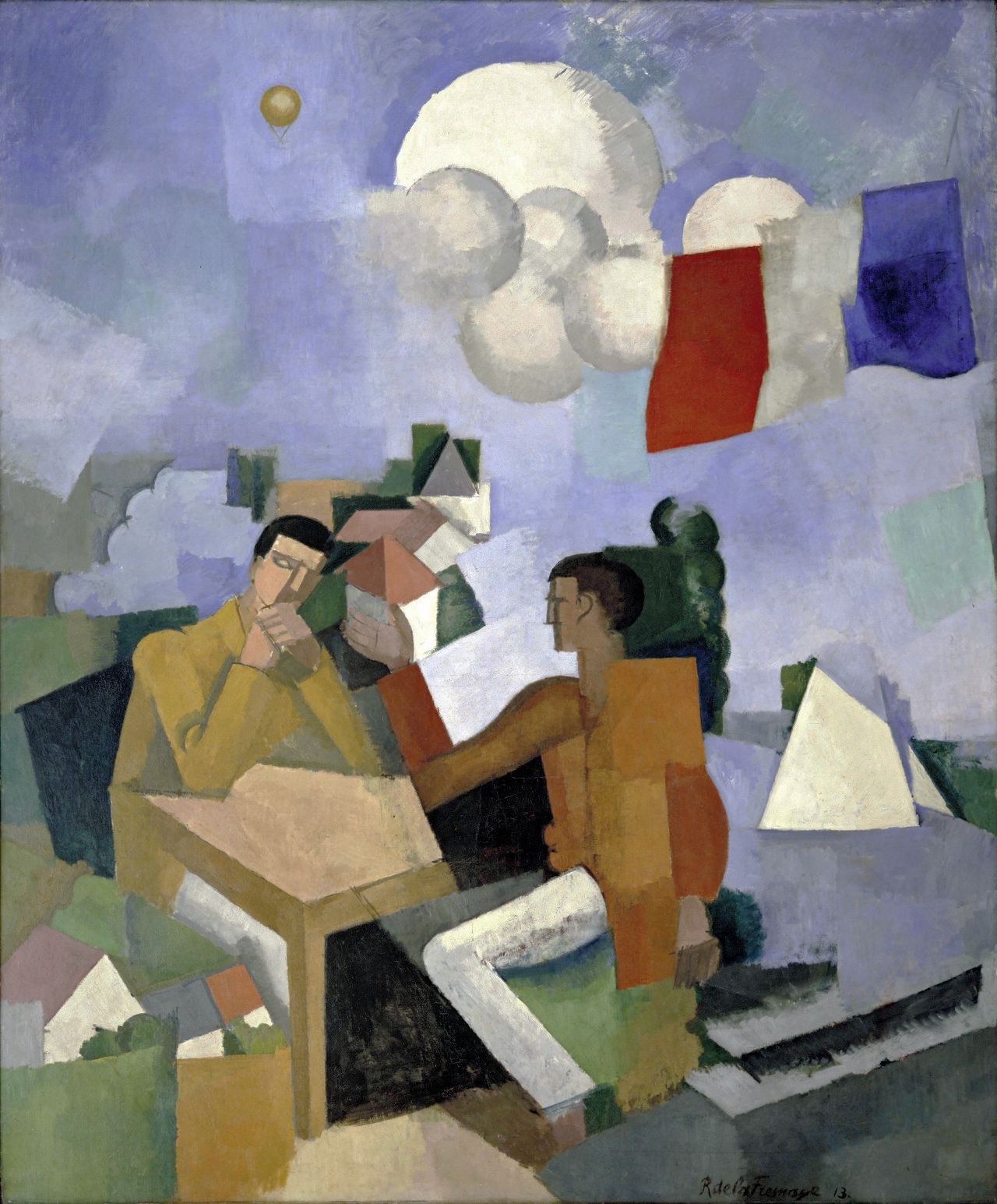
Roger de La Fresnaye: Conquista del aire, 1913, óleo sobre lienzo, Museo de Arte Moderno, Nueva York.

Su amigo Metzinger, con quien escribió Sobre el cubismo tuvo una primera fase analítica en la que predomina el estudio de la estructura, para pasar luego a una fase cezaniana en la que predomina el estudio de los volúmenes. De Metzinger destacan sus Desnudos de 1910-1911, la Merienda (1910-11, Museo de Arte de Filadelfia, col. Arensberg), el Pájaro azul (1913, Museo de Arte Moderno de la Ciudad de París), Bañistas (1913, Museo de Arte de Filadelfia) y Mujer haciendo calceta (1919, Museo Nacional de Arte Moderno, Centro Georges-Pompidou).
Henri Le Fauconnier (1881-1946) realizó estudios de desnudos cuyos volúmenes fue fragmentando, explorando la incidencia de la luz sobre ellos. Creó «una especie de Impresionismo cubista bastante personal» que puede verse en obras como Retrato de Paul Castiaux (1910), Abundancia (1910-11) o Cazador (1912).
Más original que todos ellos fue Fernand Léger. Desarrolló un estilo personal que refleja su atracción por la máquina. Célebre es su obra Figuras desnudas en el bosque (1909-1910, Otterlo, Museo Kröller-Müller), que se puede considerar obra intermedia entre el cubismo y el futurismo, movimiento este último fascinado con la máquina y el movimiento. En esta obra se aprecia igualmente su predilección por las formas y los volúmenes, propia del cubismo cezaniano. Después de experimentar con los volúmenes, comienza a dar preponderancia al color a partir de 1913, en composiciones llenas de dinamismo.
Por una fase cubista pasó el gran pintor neerlandés Piet Mondrian al instalarse en París en 1911. Cultivó el cubismo analítico en el período 1911-1914. Sus estudios sobre el ángulo recto, y las formas planas acabaron llevándole a la abstracción. Al volver a Ámsterdam fundó, junto a Van Doesburg, el grupo De Stijl (1917). En torno a su revista se constituyeron artistas directamente influidos por el cubismo.
En México también surgieron obras cubistas por el pintor Diego Rivera en el año de 1913, recreando escenas de la Revolución Mexicana. Diego influenciado por la obra de Picasso y Braque acudió a la manipulación geométrica y al punto de vista panorámico elevado para recrear paisajes, retratos y naturalezas muertas. Sus mejores obras ese año fueron La Adoración de la virgen, La joven con alcachofas, La mujer del pozo o El joven de la estilográfica (todas de 1914), y El arquitecto (de 1915).
Hubo otros que adaptaron el cubismo a su temperamento. Entre ellos cabe citar, en primer lugar, a Jacques Villon, que conoció el cubismo a través de su hermano Marcel Duchamp. Estudió los volúmenes, compuso sus cuadros en estructuras piramidales y empleó colores vivos. Su cubismo fue moderado, como el de Roger de la Fresnaye, que aunque adoptó la superposición de planos, no llegó a romper de manera clara con la figuración y la perspectiva. Se vio influido por Delaunay, lo que le llevó a realizar sus mejores obras construidas sobre todo con el color: Conquista del aire (1913) y muchas Naturalezas muertas (1913-14). Después de la guerra volvió al clasicismo. Finalmente, André Lhote se enmarca en una tendencia a adaptar el estilo cubista a las reglas de la composición clásica.
Además de los ya citados, se puede considerar que hicieron obras cubistas:  Manuel Ángeles Ortiz, Marcel Duchamp, Sonia Delaunay, Emilio Pettoruti, Aram Koupetzian, Carlos Sotomayor, María Blanchard y Enrique Sobisch.
El purismo de Charles Edouart Jeanneret y Amadée Ozenfant surgió en 1918 como una derivación del cubismo.